# Südliches Saaletal
O Verwaltungsgemeinschaft Southern Saaletal da Turíngia, localizado no distrito Saale-Holzland, têm vinte municípios para realizar a sua administração em conjunto.